# Praça do Muro das Lamentações

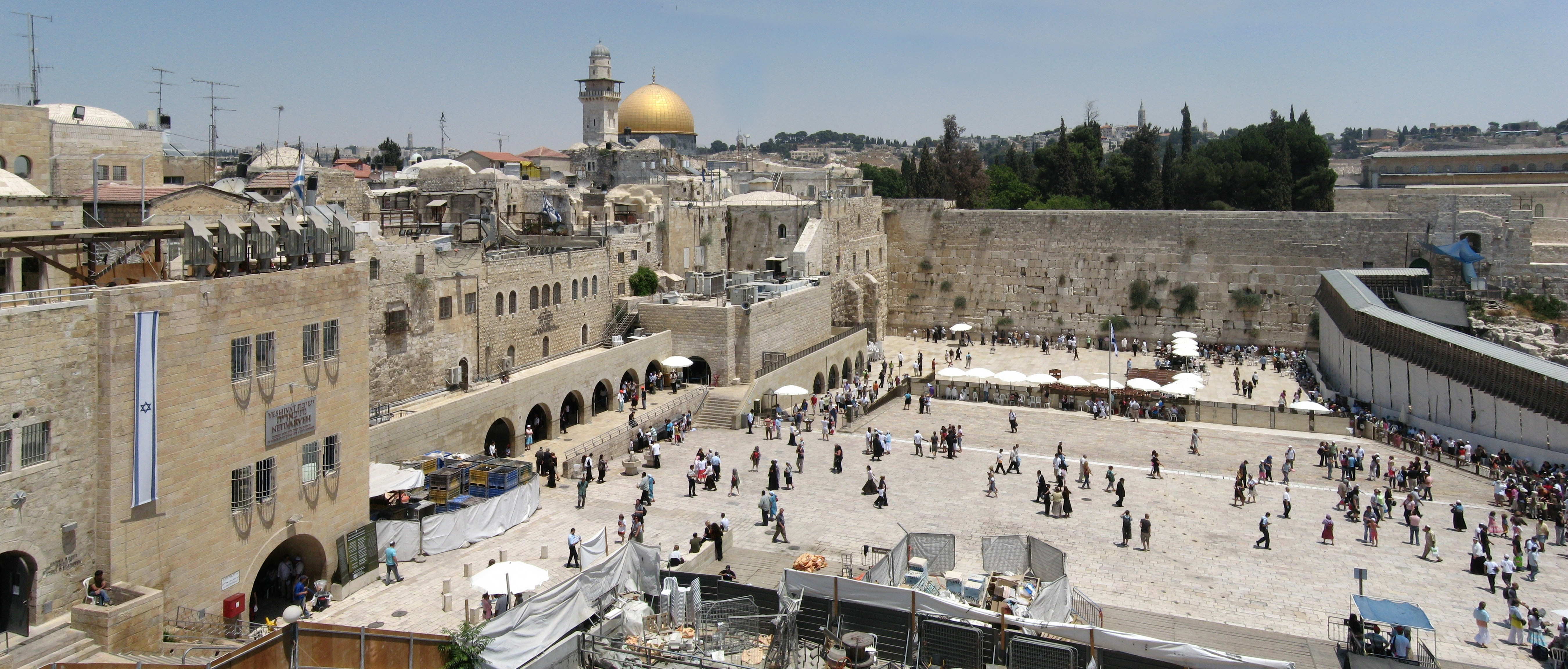

Praça do Muro das Lamentações (em inglês:  Western Wall Plaza em hebraico:  רחבת הכותל המערבי) é uma praça no bairro Judeu da Cidade Velha de Jerusalém, ao lado do Muro das Lamentações, que fica localizado no lado oriental da praça. A praça foi criada em 1967 após a unificação da cidade. No lado norte da praça estão localizados: o Túnel do Muro das Lamentações e o Centro da Cadeia das Gerações. No lado sul da praça estão localizados: o Jerusalém Parque Arqueológico e o Dung Portão. No lado ocidental da praça está localizado o Bairro Judeu.

## Galeria

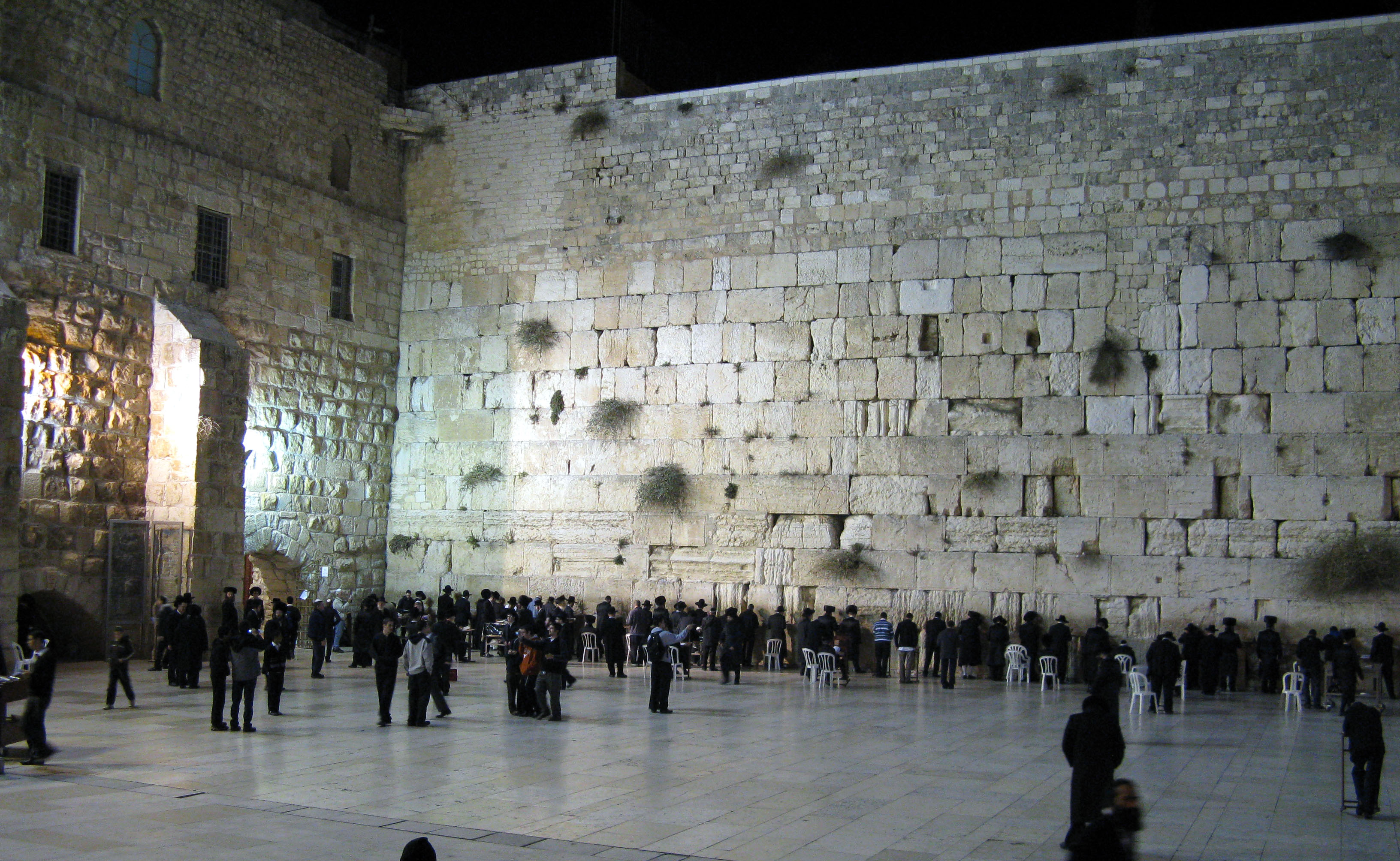
Muro das Lamentações
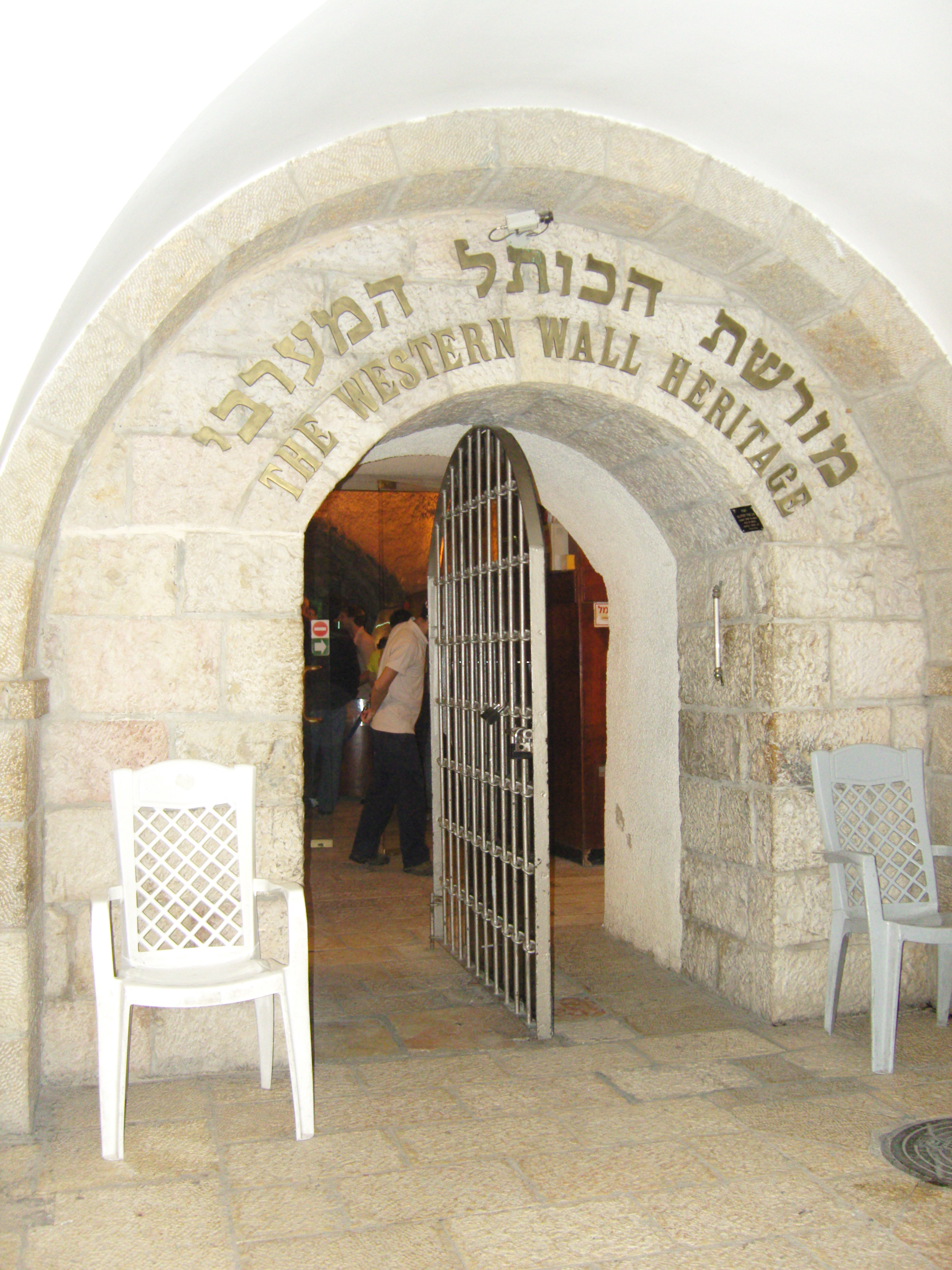
Túnel do Muro das Lamentações
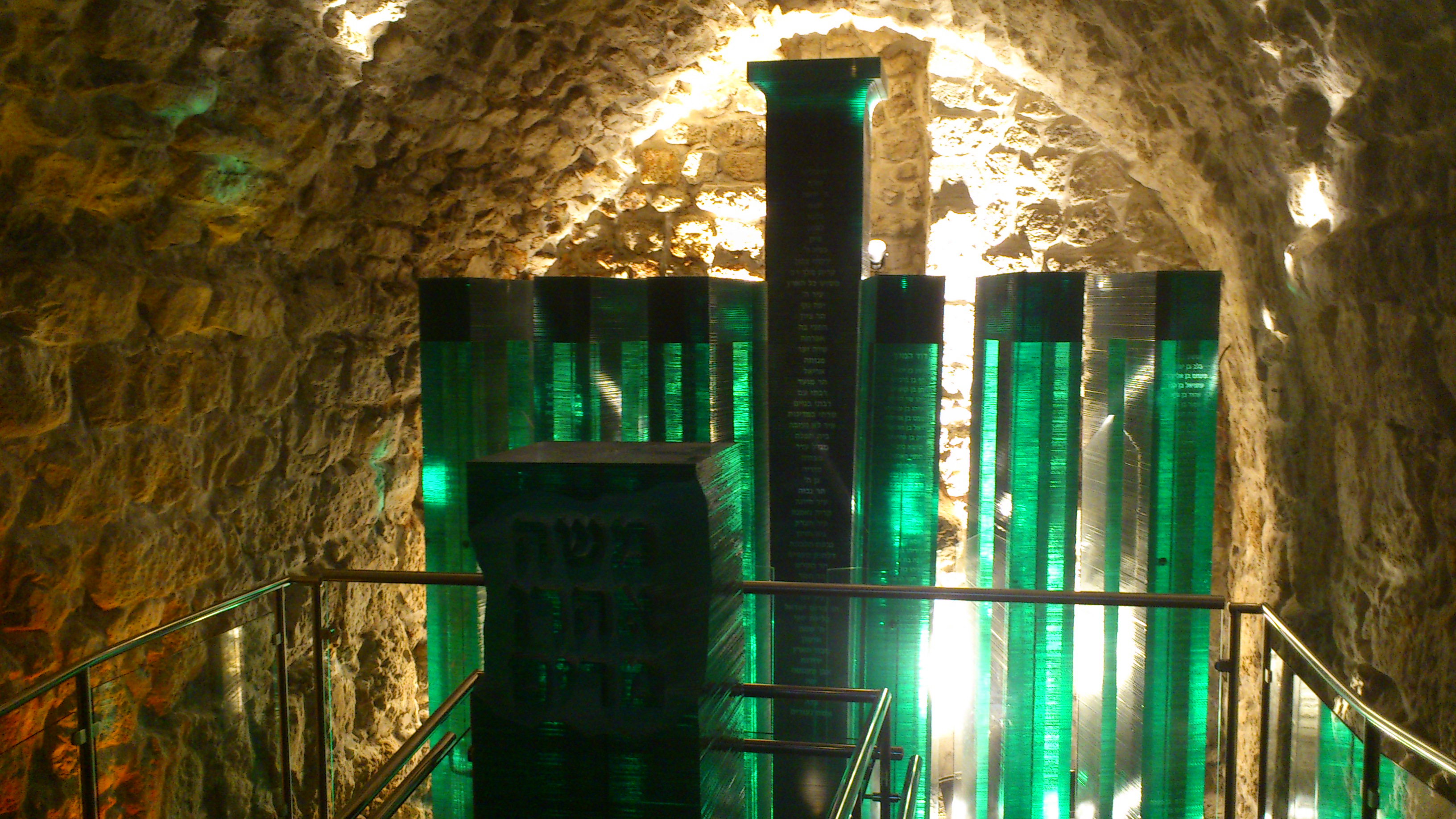
Cadeia das gerações Centro
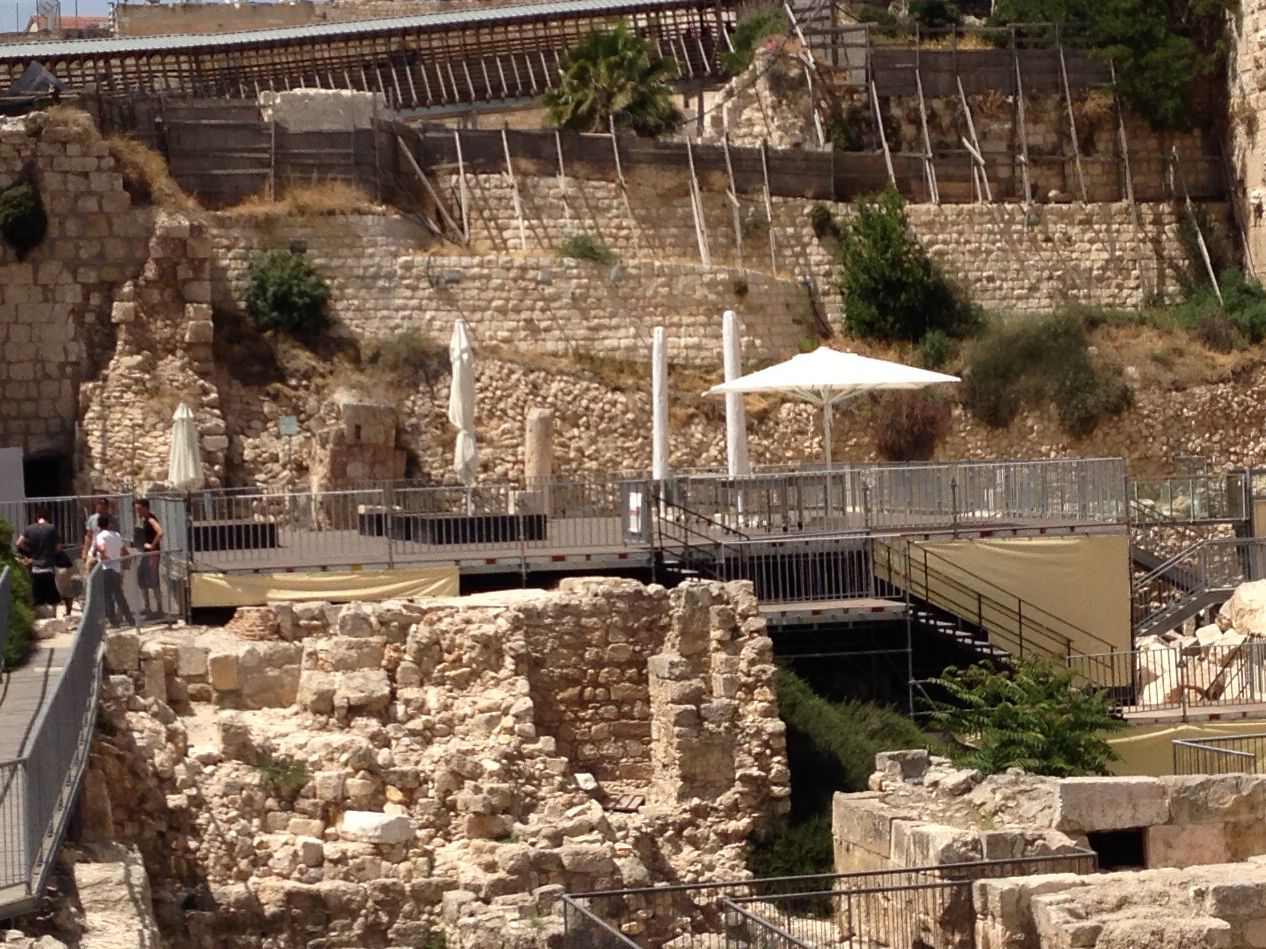
Azarat Israel - Orando Plaza
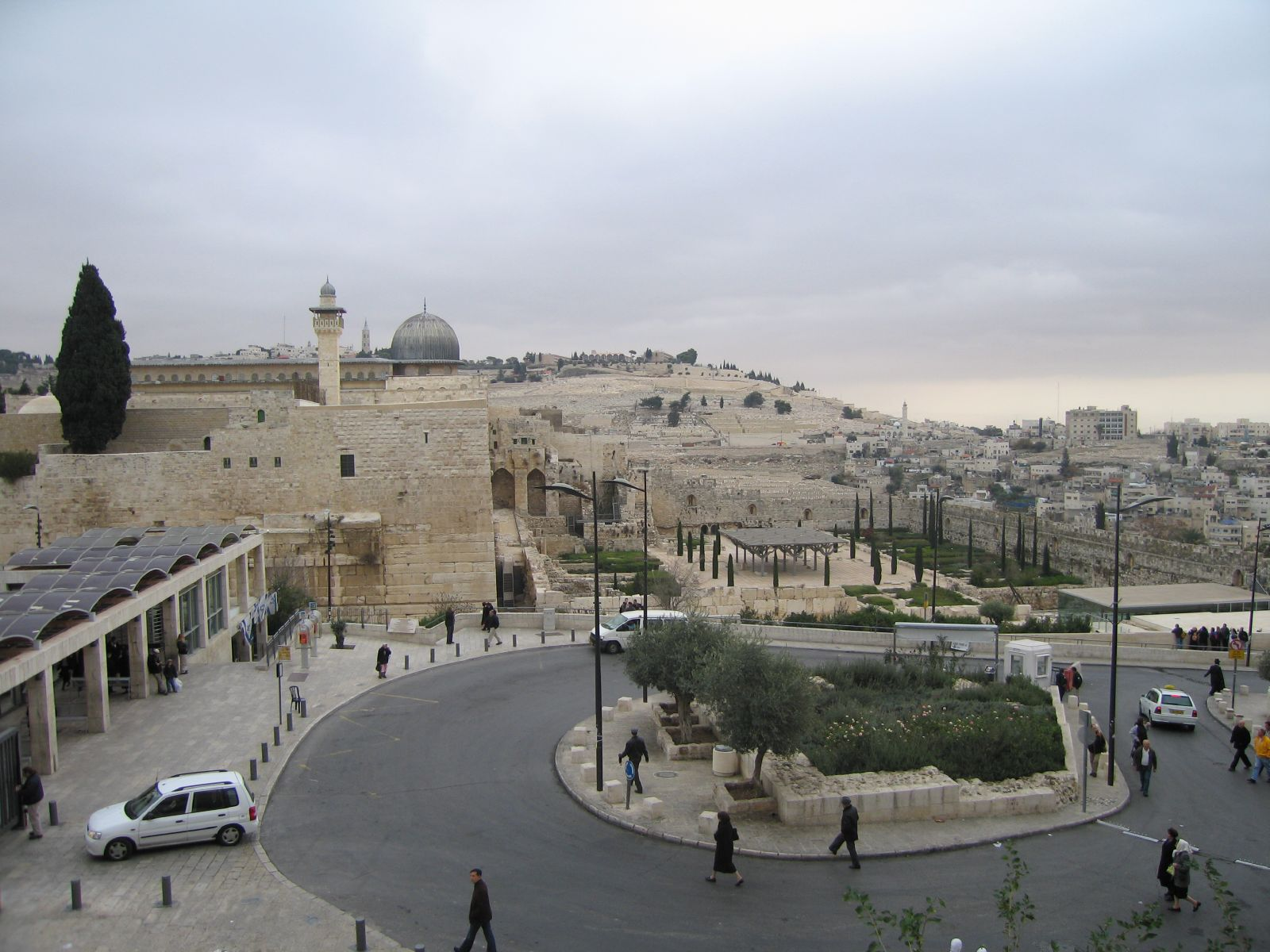
Jerusalém Parque Arqueológico
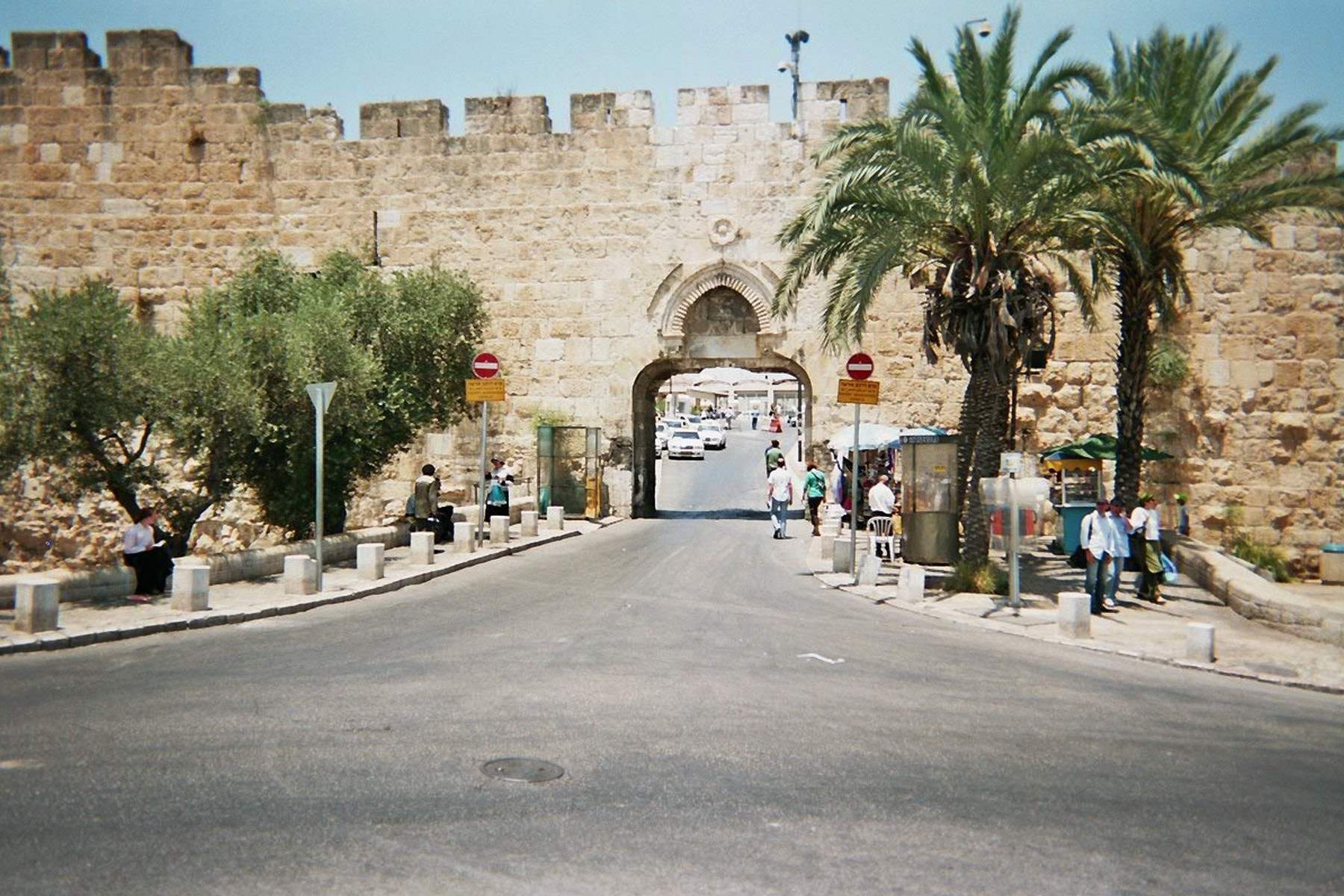
Dung Portão